# Chondropsis confoederata
Chondropsis confoederata är en svampdjursart som först beskrevs av Jean-Baptiste Lamarck 1814.  Chondropsis confoederata ingår i släktet Chondropsis och familjen Chondropsidae. Inga underarter finns listade i Catalogue of Life.